# Ana de Brunsvique-Luneburgo
Ana de Brunsvique-Luneburgo (Celle, 6 de dezembro de 1502 — Estetino, 6 de novembro de 1568) foi princesa de Brunsvique-Luneburgo por nascimento e duquesa consorte da Pomerânia pelo seu casamento com Barnim IX da Pomerânia.

## Família
Ana foi a quarta filha, sexta e penúltima criança nascida de Henrique I, Duque de Brunsvique-Luneburgo e da princesa Margarida da Saxônia. Os seus avós paternos eram Oto V, Duque de Brunsvique-Luneburgo e Ana de Nassau-Dillenburg. Os seus avós maternos eram Ernesto, Eleitor da Saxónia e a princesa Isabel da Baviera.

## Biografia
No dia 2 de fevereiro de 1525, aos vinte e dois anos, Ana casou-se com o duque Barnim IX, na cidade de Estetino, na atual Polônia. Ele era filho do duque Bogislau X da Pomerânia e de Ana Jagelão, princesa da Polônia, e portanto, irmão de Sofia da Pomerânia, rainha da Dinamarca e Noruega como esposa de Frederico I da Dinamarca.
O casal teve sete filhos, seis meninas e um menino.
A duquesa faleceu no dia 6 de novembro de 1568, aos 65 anos, e foi enterrada na Igreja de São Otão em Estetino.

## Descendência
- Maria da Pomerânia (1527 – 1554), foi a primeira esposa do conde Otão IV de Schaumburgo, com quem teve quatro filhos;
- Doroteia da Pomerânia (1528 – 1558), foi esposa do conde João I de Mansfeld-Hinterort;
- Alexandra da Pomerânia (n. 1534), morta jovem;
- Isabel da Pomerânia (1537 – 1554)
- Ana da Pomerânia (5 de fevereiro de 1531 – 13 de outubro de 1592), primeiro foi casada com o príncipe Carlos I de Anhalt-Zerbst, mas não teve filhos. Seu segundo marido foi o burgrave Henrique VI de Plauen, e por fim, foi esposa do conde Jobst II de Barby-Mühlingen;
- Sibila da Pomerânia (1541–1564);
- Bogislau XII da Pomerânia (c. 27 de agosto de 1542 – antes de 15 de setembro de 1542).